# سیارک ۴۲۴۸
سیارک ۴۲۴۸ (به انگلیسی: 4248 Ranald، نامگذاری:1984HX) چهار هزار و دویست و چهل و هشتمین سیارک کشف شده‌است که در ۲۳ آوریل ۱۹۸۴ کشف شد.
قدر مطلق سیارک برابر ۱۴٫۳۰ است.